# Eoporis bidentatus
Eoporis bidentatus là một loài bọ cánh cứng trong họ Cerambycidae.